# Milan Stojadinović
Milan Stojadinović (cyr. Милан Стојадиновић; ur. 4 sierpnia 1888 w Čačaku, zm. 26 października 1961 w Buenos Aires) – serbski i jugosłowiański polityk, od 24 czerwca 1935 do 5 lutego 1939 premier rządu Jugosławii.

## Życiorys
W 1910 ukończył studia prawnicze na Uniwersytecie Belgradzkim. Studia kontynuował w Berlinie, Paryżu i w Londynie. W czasie I wojny światowej przebywał na Korfu, a następnie w Paryżu. W 1918 powrócił do Belgradu i wykładał finanse na Uniwersytecie Belgradzkim. W 1922 objął stanowisko ministra finansów, w rządzie Nikoli Pasicia. W 1935 stanął na czele rządu jugosłowiańskiego. Okres II wojny światowej spędził na Mauritiusie, skąd w 1948 przeniósł się do Argentyny.